# Tüskecsarnok
A Tüskecsarnok az 1995-ös osztrák–magyar világkiállításra tervezett, 1998-ban félbehagyott, végül 2014-re elkészült sportcsarnok Budapest XI. kerületében

## Története
A Tüskecsarnok az 1995-ös osztrák–magyar világkiállításra tervezett és az akkori nevén Lágymányosi híd budai hídfője mellé megépített vasbeton és acél vázszerkezetes sportcsarnok, amely az expó meghiúsulása miatt befejezetlen és kihasználatlan maradt. Az épület az A&D Stúdió építész-tervezőiroda pályamunkája alapján készült, a tervek Lázár Antal és Magyar Péter vezetésével készültek az 1993-as pályázati kiírásra.
Az építési terület részben a Budapesti Műszaki és Gazdaságtudományi Egyetem (BME) és az Eötvös Loránd Tudományegyetem (ELTE) sporttelepeinek átengedésével jött létre, ezért a kiállítás után az egyetemek hasznosították volna. A részben a terepszint alá süllyesztett épület kivitelezése 1998-ban (más források szerint 1996-ban) félbemaradt, körülbelül 55%-os készültségi fokban. A meghiúsult építés miatt a két egyetem kártérítést követelt az államtól. Az épület jellegét, tömegét az acél térrácsszerkezetű tetőszerkezet közepére beépített 84 darab üvegburkolatú, gúla alakú „tüske” felülvilágítók sora jellemzi, 42×18 méter területtel. A tetőszerkezet héjalása hosszkorcolt fémlemez fedés. 2028 fix ülőhely lett betervezve, amely további 1000 mobil ülőhellyel bővíthető ki szükség esetén.

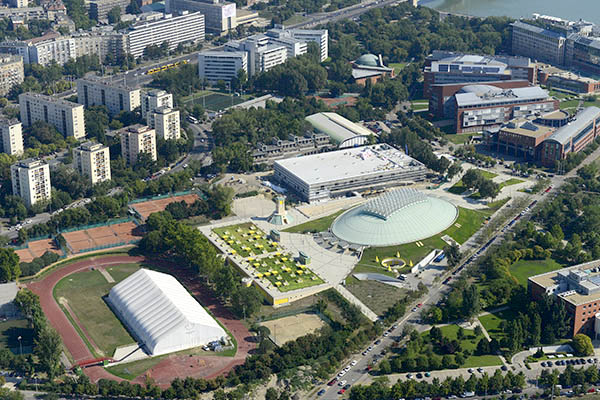
Légifotó (2015)

Az ideiglenesen félbemaradt építést többször tervezték folytatni. 2002-ben a tornász-világbajnokságot tervezték itt megrendezni (végül Debrecenben rendezték), majd a 2006-os úszó-Európa-bajnokságot, 2008-ban pedig konferencia-központtá alakították volna. Több film – München, Hellboy 2, Boszorkányvadászat – stúdiómunkáihoz is felhasználták az épületet. Sorsát a második Orbán-kormány is megpróbálta rendezni, a kormányzati elhatározásokat jogszabályokban kötötték ki: a budapesti Tüskecsarnok beruházási programmal összefüggő közigazgatási hatósági ügyek kiemelt jelentőségű üggyé nyilvánításáról és az eljáró hatóságok kijelöléséről szóló 32/2012. (III. 7.) Kormányrendelet, valamint a Tüskecsarnok projekt befejezéséről szóló 1108/2012. (IV. 11.) Kormányhatározat igyekezett rendezni.
2012 elején a csarnokot részleges használhatóvá tették. Április végétől állandó szabványméretű jégkorongpálya üzemelt benne 2013 augusztusáig. Ezt követően a még hiányzó építési munkákat pótolták. A csarnokot 2014 novemberében adták át. A Tüskecsarnokban működik a Magyar Jégkorong Szövetség metodikai központja.
A létesítmény 2015-től 2022 nyaráig a MAC Budapest, 2020 nyarától a Ferencváros jégkorong csapatának hazai pályája.
Eseti jelleggel a jégkorong mellett más kulturális eseményeknek is helyet ad. 2014 decemberében a Tüskecsarnokban mutatták be először A játékkészítő című zenés akciómesét.
2016-ban elkészült az uszoda.
Az előzetes ígéretek szerint a 2017-es úszó-világbajnokság lebonyolítása után a lakosság számára nyitva lesz az intézmény. Erre azonban hónapokkal később sem került sor. Ennek okáról viszont a fenntartó nem adott tájékoztatást.

## Sportesemények helyszíneként
2014

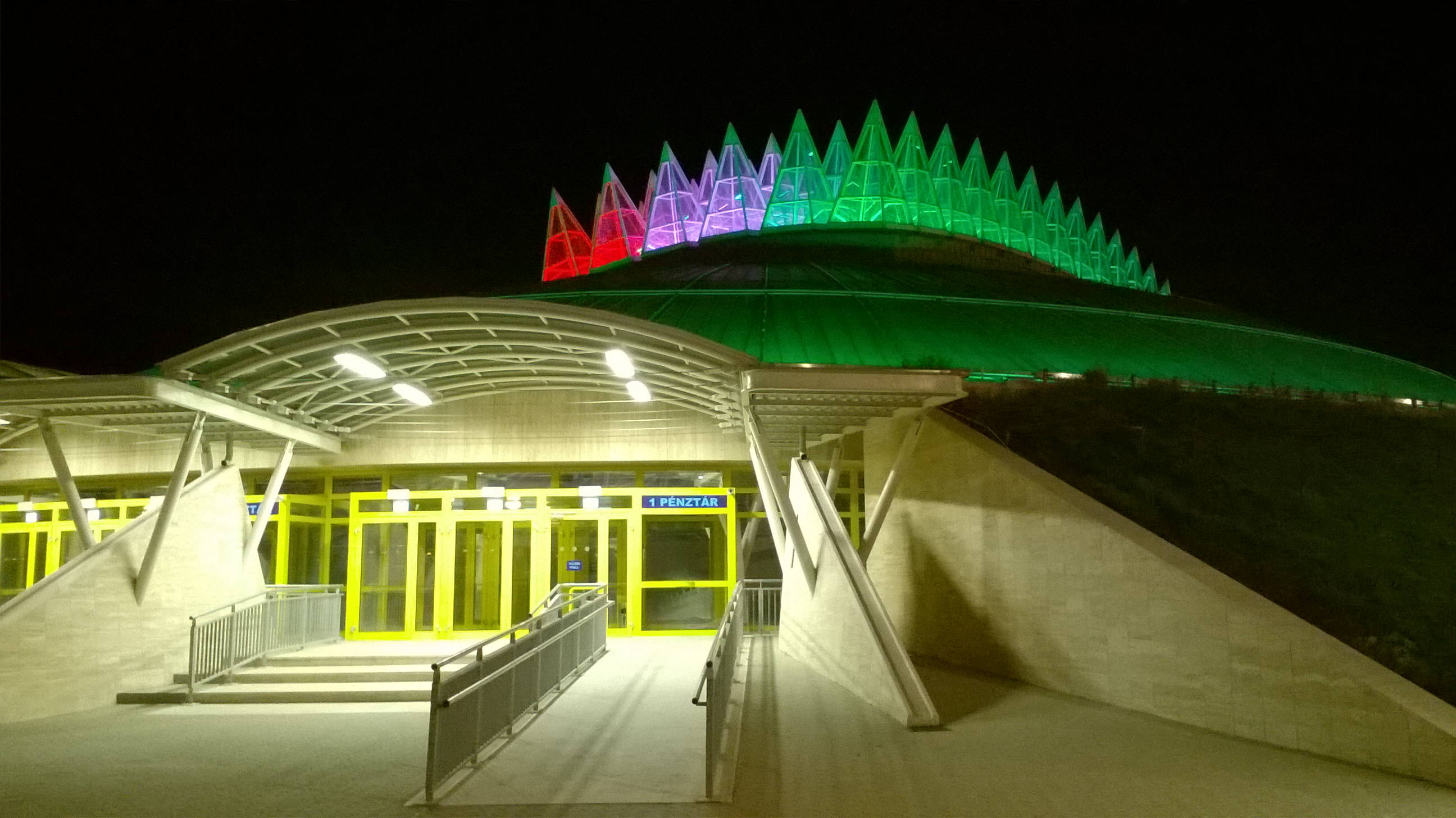
A csarnok éjszaka

- 23. Kelet-Nyugat All Star kosárlabdagála

2015
- asztalitenisz World Tour-verseny
- magyar férfi kosárlabdakupa nyolcas döntő
- Hoki gála 2015, válogatott jégkorong torna

2016
- asztalitenisz World Tour-verseny
- Jégkorong magyar kupa négyes döntő
- A jégkorong-válogatott négy felkészülési mérkőzése
- asztalitenisz Európa-bajnokság

2017
- asztalitenisz World Tour-verseny
- kendo Európa-bajnokság
- Roland Divatház négy nemzet jégkorong-torna
- 26. Kelet-Nyugat All Star kosárlabdagála

2018
- I. U21-es korfball-világbajnokság

2023
- U20-as jégkorong világbajnokság, divízió I/A

2024
- férfi jégkorong olimpiai selejtező

2025
- női U18-as jégkorong világbajnokság divízió IA
- 2024–2025-ös magyar férfi jégkorongkupa, négyes döntő

## Külső hivatkozások
- Honlap